# 斯坦普山
斯坦普山（英語：Mount Stump），是南極洲的山峰，位於阿蒙森海岸，處於科爾伯特山東北面1.9公里和博爾西克山東北面3.7公里，屬於毛德王后山脈中海斯山脈的一部分，海拔高度2,490米，美國地質調查局根據測量和美國海軍拍攝的空中照片繪入地圖，現時由南極條約體系管理。